# Cleistanthus glabratus
Cleistanthus glabratus är en emblikaväxtart som beskrevs av Eugene Jablonszky. Cleistanthus glabratus ingår i släktet Cleistanthus och familjen emblikaväxter. Inga underarter finns listade i Catalogue of Life.